# Elezioni parlamentari in Albania del 1966
Le elezioni parlamentari nella Repubblica Popolare Socialista d'Albania del 1966 si tennero il 10 luglio. Il Fronte Democratico ottenne tutti i 250 seggi col 100% dei voti.

## Risultati
| Liste              | Voti    | %   | Seggi |
| ------------------ | ------- | --- | ----- |
| Fronte Democratico | 978.114 | 100 | 240   |
| Contrari           | 43      | 0   | -     |
| Totale             | 978.157 | 100 | 240   |